# Deschutes River (Washington)
Il Deschutes River è un fiume con una lunghezza di 80 km (50 mi) nello Stato di Washington, Stati Uniti. La sua sorgente si trova nella Foresta Nazionale di Gifford Pinchot nella Contea di Lewis e sfocia in Budd Inlet, il braccio più meridionale dello Stretto di Puget presso Olympia nella Contea di Thurston. Ha preso il suo nome dai commercianti di pellicce francesi che lo chiamarono Rivière des Chutes, o "Fiume delle Cascate", una traduzione del nome nativo americano per il sito dato dalle Prime Nazioni. La città di Tumwater, fondata nella stessa località, prende il suo nome da un'altra traduzione per "cascata", in Chinook Jargon.
In questo luogo venne posizionato un birrificio dal 1896 fino al proibizionismo. La Olympia Brewing Company comprò il birrificio dopo che il proibizionismo terminò nel 1933. (Attualmente, è di proprietà di SABMiller, ma non è più operativo.)
Lungo il suo corso, il fiume ha numerosi parchi tra cui Pioneer Park e Tumwater Falls Park. Un famoso canale va da Pioneer Park a Tumwater Falls.
Gli affluenti includono Spurgeon Creek, Thurston Creek and Lake Lawrence.